# Adeloneivaia isara
Adeloneivaia isara är en fjärilsart som beskrevs av Paul Dognin 1905. Adeloneivaia isara ingår i släktet Adeloneivaia och familjen påfågelsspinnare. Inga underarter finns listade i Catalogue of Life.

## Bildgalleri

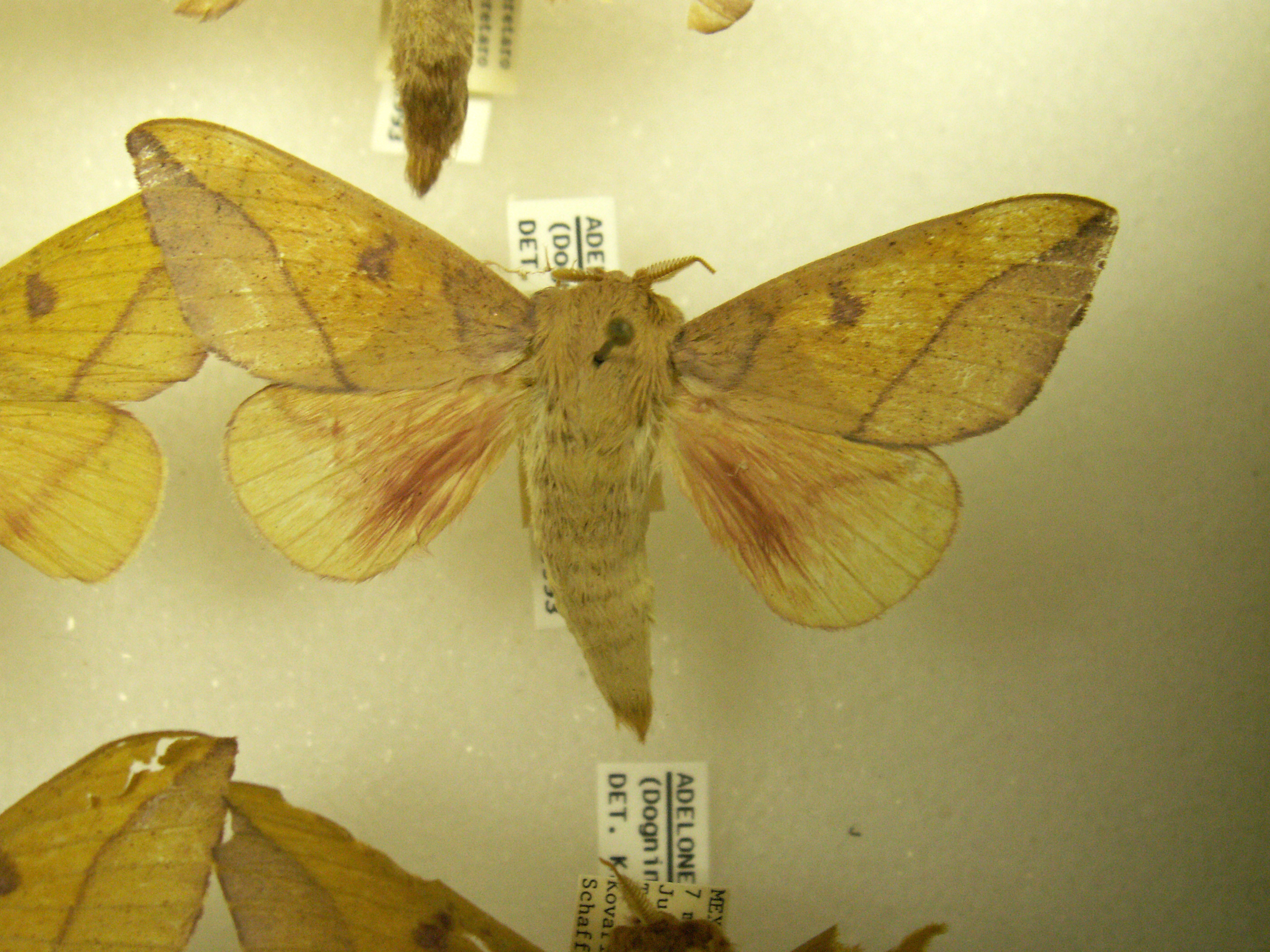
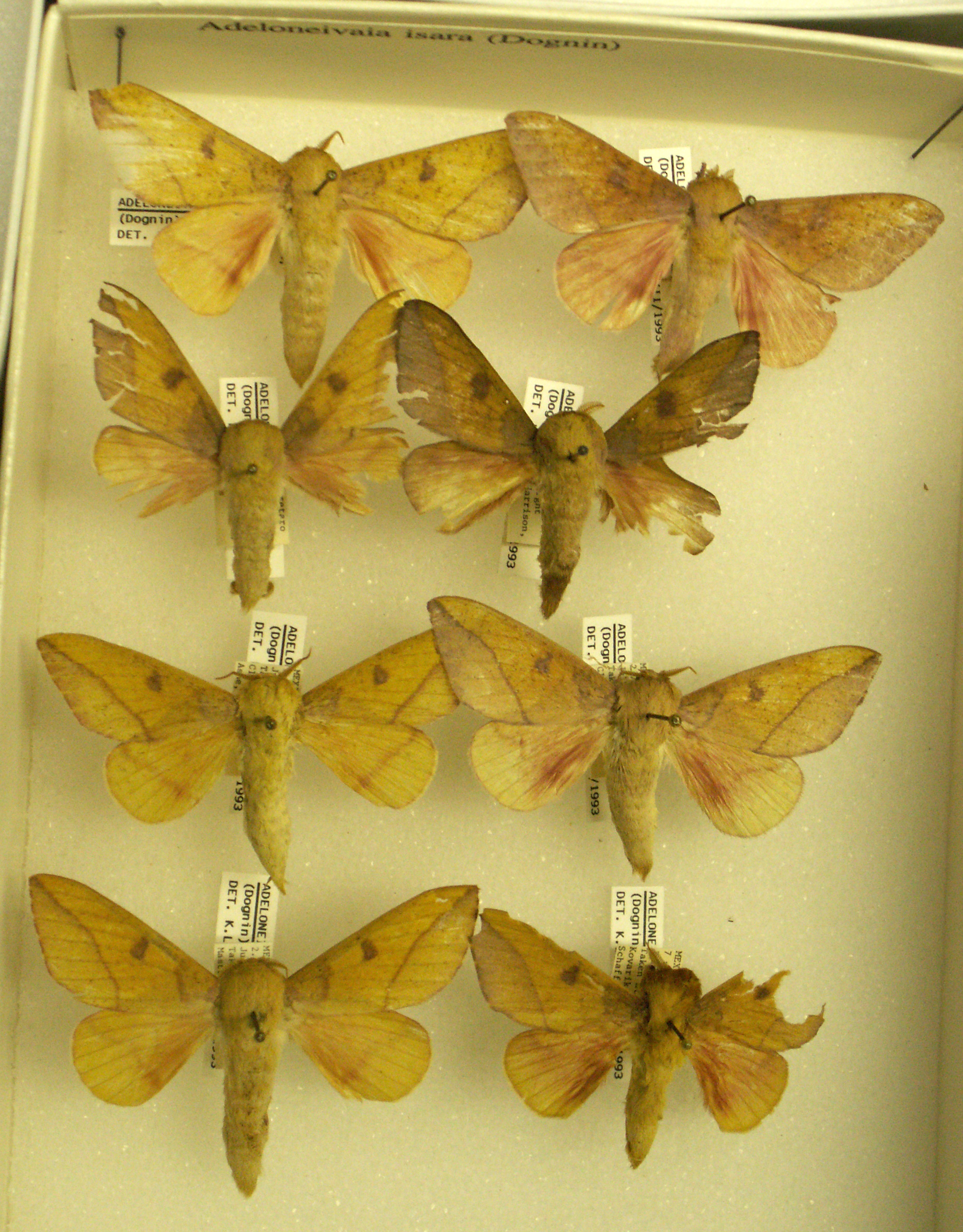